# Nuno Namora
Nuno Frederico de Melo Machado Cerejeira Namora (Porto, 23 febbraio 1998) è un calciatore portoghese, difensore dell'Oliveirense.

## Biografia
È fratello gemello di Manuel Namora, anch'egli calciatore.

## Carriera
Namora ha giocato nei settori giovanili di Porto, Boavista, Rio Ave e Braga. Il 31 gennaio 2018 è stato prestato al Gondomar con cui ha giocato un solo incontro, il 25 marzo, contro il Sanjoanense nel Campeonato de Portugal.
Nel 2018 è tornato al Rio Ave che lo ha aggregato dapprima all'Under-23, e nel 2020 alla seconda squadra. Il 31 luglio 2021 ha rinnovato il contratto ed è stato promosso in prima squadra, con cui ha esordito nel calcio professionistico due il giorno successivo in Taça da Liga contro l'Arouca. Nel gennaio 2022 è stato prestato all'União Leiria fino al termine della stagione, e l'anno successivo è passato al Felgueiras 1932, sempre in prestito.
Il 12 dicembre 2023, di rientro dal prestito, ha esordito in Primeira Liga nell'incontro pareggiato per 2-2 contro l'Arouca.

## Statistiche

### Presenze e reti nei club
Statistiche aggiornate al 7 gennaio 2024.
| Stagione        | Squadra         | Campionato      | Campionato | Campionato | Coppe nazionali | Coppe nazionali | Coppe nazionali | Coppe continentali | Coppe continentali | Coppe continentali | Altre coppe | Altre coppe | Altre coppe | Totale | Totale | Totale |
| Stagione        | Squadra         | Comp            | Pres       | Reti       | Comp            | Pres            | Reti            | Comp               | Pres               | Reti               | Comp        | Pres        | Reti        | Pres   | Reti   |        |
| --------------- | --------------- | --------------- | ---------- | ---------- | --------------- | --------------- | --------------- | ------------------ | ------------------ | ------------------ | ----------- | ----------- | ----------- | ------ | ------ | ------ |
| 2017-2018       | Gondomar        | CdP             | 1          | 0          | CP              | 0               | 0               |                    | -                  | -                  |             | -           | -           | 1      | 0      |        |
| 2020-2021       | Rio Ave B       | CdP             | 18         | 1          |                 | -               | -               |                    | -                  | -                  |             | -           | -           | 18     | 1      |        |
| 2021-gen. 2022  | Rio Ave         | LdH             | 0          | 0          | CP+CdL          | 0+2             | 0               |                    | -                  | -                  |             | -           | -           | 2      | 0      |        |
| gen.-giu. 2022  | União Leiria    | TL              | 14         | 0          | CP              | 0               | 0               |                    | -                  | -                  |             | -           | -           | 14     | 0      |        |
| 2022-2023       | Felgueiras 1932 | TL              | 21         | 1          | CP              | 1               | 0               |                    | -                  | -                  |             | -           | -           | 22     | 1      |        |
| 2023-2024       | Rio Ave         | PL              | 4          | 0          | CP+CdL          | 0               | 0               |                    | -                  | -                  |             | -           | -           | 4      | 0      |        |
| Totale carriera | Totale carriera | Totale carriera | 57         | 2          |                 | 3               | 0               |                    | -                  | -                  |             | -           | -           | 60     | 2      |        |